# 上ノ切町
上ノ切町（かみのきりちょう）は、愛知県瀬戸市祖母懐連区の町名。丁番を持たない単独町名である。

## 地理
- 瀬戸市の中央部に位置する[8]。西を秋葉町、北を東本町・蛭子町、東を祖母懐町、南を一里塚町・春雨町・萩殿町と隣接している[8]。
- 丘陵地斜面の住宅と、陶磁器関係の小工場が混在する[8]。

### 河川
- 一里塚川（瀬戸川支流） ： 町の東端、祖母懐町との町境付近を北流している。

- 一里塚川（上ノ切町内）

### 学区
市立小・中学校に通う場合、学区は以下の通りとなる。また、公立高等学校普通科に通う場合の学区は以下の通りとなる。
| 番・番地等 | 小学校                 | 中学校                 | 高等学校 |
| ---------- | ---------------------- | ---------------------- | -------- |
| 全域       | 瀬戸市立にじの丘小学校 | 瀬戸市立にじの丘中学校 | 尾張学区 |

## 歴史

### 町名の由来
町名設定の際、旧瀬戸村字上ノ切の字名を採って上ノ切町にしたと推察される。

### 沿革
- 1942年（昭和17年）1月9日 - 瀬戸市大字瀬戸字上ノ切の一部により、同市上ノ切町として成立[2]。

## 世帯数と人口
2024年（令和6年）1月1日現在の世帯数と人口は以下の通りである。
| 町丁     | 世帯数 | 人口 |
| -------- | ------ | ---- |
| 上ノ切町 | 36世帯 | 81人 |

### 人口の変遷
国勢調査による人口の推移
| 1995年（平成7年）  | 157人 | [ 11 ] |  |
| 2000年（平成12年） | 114人 | [ 12 ] |  |
| 2005年（平成17年） | 104人 | [ 13 ] |  |
| 2010年（平成22年） | 87人  | [ 14 ] |  |
| 2015年（平成27年） | 61人  | [ 15 ] |  |
| 2020年（令和2年）  | 74人  | [ 16 ] |  |

### 世帯数の変遷
国勢調査による世帯数の推移。
| 1995年（平成7年）  | 57世帯 | [ 11 ] |  |
| 2000年（平成12年） | 48世帯 | [ 12 ] |  |
| 2005年（平成17年） | 42世帯 | [ 13 ] |  |
| 2010年（平成22年） | 39世帯 | [ 14 ] |  |
| 2015年（平成27年） | 26世帯 | [ 15 ] |  |
| 2020年（令和2年）  | 28世帯 | [ 16 ] |  |

## 交通

### 鉄道
町内に鉄道は走っていない。最寄り駅は名鉄瀬戸線尾張瀬戸駅になる。

### バス
名鉄バス「東山線」
- 【12】【13】瀬戸駅前 - にじの丘学園 - 一里塚 - 赤津 系統 ： にじの丘学園バス停

- にじの丘学園バス停

### 道路
町内に国道・県道は走っていない。

## 施設
- 祖母懐公民館 ： 1982年（昭和57年）竣工[17]。地域との交流、各世代がともに手を取り合い語り合うことを目標に、公民館活動を推進している[18]。敷地内に、にじの丘学園バス停と瀬戸市消防団 祖母懐分団がある。
- 瀬戸市消防団 祖母懐分団 ： 2003年（平成15年）竣工[19]。祖母懐連区全域と萩山台連区全域、菱野台3丁目、塩草町の一部を分団の区域としている[20]。

- 祖母懐公民館
- にじの丘学園バス停
- 瀬戸市消防団 祖母懐分団

## その他

### 日本郵便
- 郵便番号 : 489-0892[6]（集配局：瀬戸郵便局[21]）。